# فرودگاه کافونفو
فرودگاه کافونفو (به انگلیسی: Cafunfo Airport) یک فرودگاه با کد یاتا CFF است . این فرودگاه در شهر کافونفو، آنگولا کشور آنگولا قرار دارد .